# Charlie Walsh
Charlie Walsh   (Austràlia Meridional, 23 de març de 1941) va ser un ciclista australià que es va especialitzar en el ciclisme en pista, concretament en les curses de sis dies. Un cop retirat es va dedicar a la tasca d'entrenador i seleccionador nacional.
El 1987 va rebre l'Orde d'Austràlia.

## Palmarès
- 1967
  - 1r als Sis dies d'Adelaida (amb Sydney Patterson)
- 1968
  - 1r als Sis dies de Whyalla (amb Keith Oliver)